# Драган Мрђа
Драган Мрђа (Вршац, 23. јануар 1984) је бивши српски фудбалер. Играо је на позицији нападача.

## Каријера

### Црвена звезда
Мрђа је из Влајковца, места поред Вршца и потиче од породице солунских добровољаца која је у ово место доселила после Првог светског рата из петровачког села Рашновца. У Влајковцу је направио прве фудбалске кораке, али је убрзо прешао у Раднички из Вршца. У млађе категорије Црвене звезде прелази 1997. године.
За први тим Црвене звезде је дебитовао 4. маја 2002. године против Земуна (1:1), на Маракани, када је у 75. минуту ушао у игру са клупе уместо Леа Леринца. Био је то једини меч за тада 18-годишњег Мрђу у сезони 2001/02.
Наредне 2002/03. сезоне, тренер Зоран Филиповић му је пружио знатно већу шансу. Први гол за Звезду постигао је 15. августа 2002. године у квалификацијама за Куп УЕФА против Каирата у победи од 2:0. Те сезоне је често био стартер, али је и много пута улазио са клупе. Заиграо је од првог минута у тријумфу против Кјева у Верони (2:0), када су црвено-бели избацили италијански тим из такмичења, а касније испали од Лација, који је био успешнији у двомечу. Мрђа је у првенству на 25 мечева постигао четири гола, по један у победама против Могрена (4:1), Зете (5:1), Чукаричког (2:0) и Сутјеске (3:0). У Купу је погодио мрежу Радничког из Крагујевца (3:0) и забележио укупно пет мечева у најмасовнијем такмичењу. У овој сезони Црвена звезда није освојила ниједан трофеј, а Мрђа је на укупно 35 утакмица у свим такмичењима шест пута затресао мрежу.
У сезони 2003/04. није успео да се избори за статус првотимца код тренера Славољуба Муслина. У конкуренцији искуснијих Жигића, Пантелића, Стојановића и Богавца, Мрђа је имао малу минутажу. Ипак и поред тога је дао допринос у освајању дупле круне постигавши четири гола на пет лигашких утакмица, уз још један гол у Купу на два меча, а забележио је и два наступа у Купу УЕФА. Против Борца (5:1) је постигао три гола, један против Обилића (3:1) и један против Цар Константина (7:0) у Купу.
Током боравка у Црвеној звезди, Мрђа је као позајмљен играч наступао и за Јединство са Уба. Ипак, касније је у Звезди све више био у другом плану. У сезони 2004/05. код тренера Петровића, а потом и Достанића је одиграо само осам мечева у свим такмичењима. Почео је и сезону 2005/06. код тренера Валтера Зенге, наступио је у првом колу шампионата на гостовању Хајдуку у Кули, али је након тога отишао у белгијски Лирс.

### Иностранство и Војводина
У сезони 2005/06. је у дресу Лирса одиграо 20 првенствених мечева на којима је постигао два гола. Током наредне сезоне је био позајмљен Зулте Варегему, али је одиграо само пет утакмица након чега се вратио у Лирс. У јулу 2007. потписује трогодишњи уговор са руским премијерлигашем Химкијем. У овом клубу је Мрђа опет сарађивао са Славољубом Муслином, али као и током сарадње у Црвеној звезди, ни овај пут није имао велику минутажу. Наступио је на само девет утакмица руске Премијер лиге, и постигао два гола.
Почетком септембра 2008. се враћа у српски фудбал и потписује уговор са новосадском Војводином. Током сезоне 2008/09. у Суперлиги Србије је на 27 одиграних утакмица постигао 13 голова. У наредној 2009/10. сезони пружа још боље партије. Са 22 постигнута гола је био најбољи стрелац лиге, а добио је и награду за најбољег играча Суперлиге Србије. Са новосадским клубом је стигао и до финала Купа Србије 2010. године, у којем су поражени од Црвене звезде.
У августу 2010. је потписао трогодишњи уговор са швајцарским Сионом. У марту 2011. током сусрета швајцарског првенства у коме је његов Сион поражен од Цириха (0:2), Мрђа су страдали лигаменти левог колена. Повреда је била теже природе, па је за Мрђу сезона била завршена. Пре повреде за Сион је постигао осам првенствених голова, као и још шест у купу. Након опоравка од повреде добијао је шансу током првог дела сезоне 2011/12, али је играјући за репрезентацију у новембру 2011. поново повредио лигаменте, након чега је пропустио већину утакмица у овој сезони. И током сезоне 2012/13. је мало времена повредио на терену. Поново је имао проблема са повредом, а касније је био и удаљен из првог тима због несугласица са тренером Ђенаром Гатузом.

### Повратак у Црвену звезду
У августу 2013. се вратио у Црвену звезду, потписавши двогодишњи уговор са клубом. Током сезоне 2013/14. је био најбољи стрелац Суперлиге Србије са 19 голова. Био је један од кључних фудбалера у тиму Славише Стојановића, који је вратио титулу Црвеној звезди после шест година.
Хет-трик је постигао против Спартака (5:1) и Слободе (4:1), по два пута је био стрелац против Новог Пазара (5:1) и Вождовца (5:1), а по једном против ОФК Београда (2:1), Војводине (2:1 за тријумф у 92. минуту), Јагодине (2:0), Спартака (2:1), Чукаричког (4:1), нишког Радничког (2:0), Партизана (1:2), Рада (2:0) и ОФК Београда (4:2), када је прослављена титула првака Србије коло пре краја.
Укупно је на 28 мечева у свим такмичењима постигао 20 голова, и био је најбољи стрелац клуба у овој сезони.

### Јапан и Олимпија
Првог дана јула 2014. је потписао уговор са јапанском Омијом. У првој сезони је на 18 мечева у Џеј лиги постигао девет голова, али то није било довољно да екипа избори опстанак. Иако је Омија испала у другу лигу, Мрђа је одлучио да остане па је потписао нови уговор са клубом. Омија је одиграла само једну сезону у другом рангу, и вратила се у Џеј лигу, а Мрђа је овом успеху значајно допринео са 19 постигнутих голова.
Након три године у Омији, током којих је на 99 одиграних мечева у свим такмичењима постигао 36 голова, Мрђа у јулу 2017. прелази у Шонан, јапанског друголигаша. Као и са Омијом, Мрђа је и са Шонаном изборио пласман у Џеј лигу, али је овај пут имао знатно мањи учинак, постигавши само један гол.
У фебруару 2018. се вратио у европски фудбал и потписао уговор са Олимпијом из Љубљане. Ипак у словеначком клубу се кратко задржао. Забележио је само један наступ, током ког је одиграо два минута, и већ почетком априла је дошло до споразумног раскида уговора.

## Репрезентација
Мрђа је постигао први гол за неку од фудбалских селекција Србије, у дуелу младих репрезентација Чешке и Србије (1:0). Са младом репрезентацијом Србије је наступао на Европском првенству 2007. у Холандији, где је национални тим поражен у финалу од домаћина. Мрђа је на овом првенству постигао два гола, прво у полуфиналу против Белгије (2:0), а потом и у финалу против Холандије (1:4).
За сениорску репрезентацију Србије је одиграо 14 мечева и постигао два гола. Дебитовао је 19. новембра 2008. против Бугарске (6:1) у Београду, а најбољу партију за "орлове" пружио је 7. априла 2010. против Јапана (3:0) у Осаки када је у победи нашег тима био и двоструки стрелац.
Био је учесник Светског првенства 2010. у Јужној Африци на коме није одиграо ни минут.
Последњи пут у дресу репрезентације Србије је наступио 6. јуна 2014. на пријатељском мечу против Бразила (0:1) у Сао Паолу.

### Голови за репрезентацију
| #  | Датум          | Место        | Противник | Гол | Резултат | Такмичење   |
| -- | -------------- | ------------ | --------- | --- | -------- | ----------- |
| 1. | 7. април 2010. | Осака, Јапан | Јапан     | 0-1 | 0-3      | Пријатељска |
| 1. | 7. април 2010. | Осака, Јапан | Јапан     | 0-3 | 0:3      | Пријатељска |

## Успеси

### Клупски
Црвена звезда
- Првенство СЦГ / Суперлига Србије (2) : 2003/04, 2013/14.
- Куп Србије и Црне Горе (1) : 2003/04.

### Појединачни
- Најбољи стрелац Суперлиге Србије (2): 2009/10, 2013/14.
- Најбољи фудбалер Суперлиге Србије (1): 2009/10.